# Henry Hernández (1985)
Henry Hernández (San Salvador, 4 gennaio 1985) è un calciatore salvadoregno, portiere del Dep. Malacateco e della Nazionale salvadoregna.

## Carriera

### Club
Ha cominciato a giocare all'Atlético Marte. Nel 2003 è passato all'Águila. Nel 2008 è stato acquistato dal Luis Ángel Firpo. Nell'estate 2010 si è trasferito all'Atlético Balboa. Nel 2011 è passato all'Alianza. Nel 2012 è stato acquistato dall'Isidro Metapán. Nel 2016 ha firmato un contratto con il Dragón. Nel 2017 è passato al Sonsonate. Nel 2018 è stato acquistato dal Chalatenango. Il 20 agosto 2019 ha firmato un contratto con l'El Vencedor. Il 19 dicembre 2019 è stato annunciato il suo trasferimento al Dep. Malacateco, effettivo dal gennaio 2020.

### Nazionale
Ha debuttato in nazionale il 13 ottobre 2007, nell'amichevole El Salvador-Costa Rica (2-2), subentrando all'inizio del secondo tempo a Juan José Gómez. Ha partecipato, con la nazionale, alla CONCACAF Gold Cup 2003 e alla CONCACAF Gold Cup 2019.

## Statistiche

### Cronologia presenze e reti in nazionale
| Cronologia completa delle presenze e delle reti in nazionale ― El Salvador | Cronologia completa delle presenze e delle reti in nazionale ― El Salvador | Cronologia completa delle presenze e delle reti in nazionale ― El Salvador | Cronologia completa delle presenze e delle reti in nazionale ― El Salvador | Cronologia completa delle presenze e delle reti in nazionale ― El Salvador | Cronologia completa delle presenze e delle reti in nazionale ― El Salvador | Cronologia completa delle presenze e delle reti in nazionale ― El Salvador | Cronologia completa delle presenze e delle reti in nazionale ― El Salvador |
| Data                                                                       | Città                                                                      | In casa                                                                    | Risultato                                                                  | Ospiti                                                                     | Competizione                                                               | Reti                                                                       | Note                                                                       |
| -------------------------------------------------------------------------- | -------------------------------------------------------------------------- | -------------------------------------------------------------------------- | -------------------------------------------------------------------------- | -------------------------------------------------------------------------- | -------------------------------------------------------------------------- | -------------------------------------------------------------------------- | -------------------------------------------------------------------------- |
| 18-06-2019                                                                 | Kingston                                                                   | Antille Olandesi                                                           | 0 – 1                                                                      | El Salvador                                                                | Gold Cup 2019                                                              | -                                                                          | cap.                                                                       |
| 22-06-2019                                                                 | Houston                                                                    | El Salvador                                                                | 0 – 0                                                                      | Giamaica                                                                   | Gold Cup 2019                                                              | -                                                                          | cap.                                                                       |
| 26-06-2019                                                                 | Los Angeles                                                                | Honduras                                                                   | 4 – 0                                                                      | El Salvador                                                                | Gold Cup 2019                                                              | -4                                                                         | cap.                                                                       |
| 08-09-2019                                                                 | Dipartimento di San Salvador                                               | El Salvador                                                                | 3 – 0                                                                      | Saint Lucia                                                                | CONCACAF Nations League 2019-2020                                          | -                                                                          | cap.                                                                       |
| 11-09-2019                                                                 | Santiago de los Caballeros                                                 | Rep. Dominicana                                                            | 1 – 0                                                                      | El Salvador                                                                | CONCACAF Nations League 2019-2020                                          | -1                                                                         | cap.                                                                       |
| 13-10-2019                                                                 | Lookout                                                                    | Montserrat                                                                 | 0 – 2                                                                      | El Salvador                                                                | CONCACAF Nations League 2019-2020                                          | -                                                                          | cap.                                                                       |
| 15-10-2019                                                                 | Quartiere di Gros Islet                                                    | Saint Lucia                                                                | 0 – 2                                                                      | El Salvador                                                                | CONCACAF Nations League 2019-2020                                          | -                                                                          | cap.                                                                       |
| 17-11-2019                                                                 | Dipartimento di San Salvador                                               | El Salvador                                                                | 1 – 0                                                                      | Montserrat                                                                 | CONCACAF Nations League 2019-2020                                          | -                                                                          | cap.                                                                       |
| 19-11-2019                                                                 | Dipartimento di San Salvador                                               | El Salvador                                                                | 2 – 0                                                                      | Rep. Dominicana                                                            | CONCACAF Nations League 2019-2020                                          | -                                                                          | cap.                                                                       |
| 10-12-2020                                                                 | Miami                                                                      | Stati Uniti                                                                | 6 – 0                                                                      | El Salvador                                                                | Amichevole                                                                 | -6                                                                         | cap.                                                                       |
| Totale                                                                     |                                                                            | Presenze                                                                   | 10                                                                         |                                                                            | Reti                                                                       | -11                                                                        |                                                                            |

## Palmarès

### Club

#### Competizioni nazionali
- Campionato salvadoregno: 1

Águila: 2006